# Kultura Chachapoyas

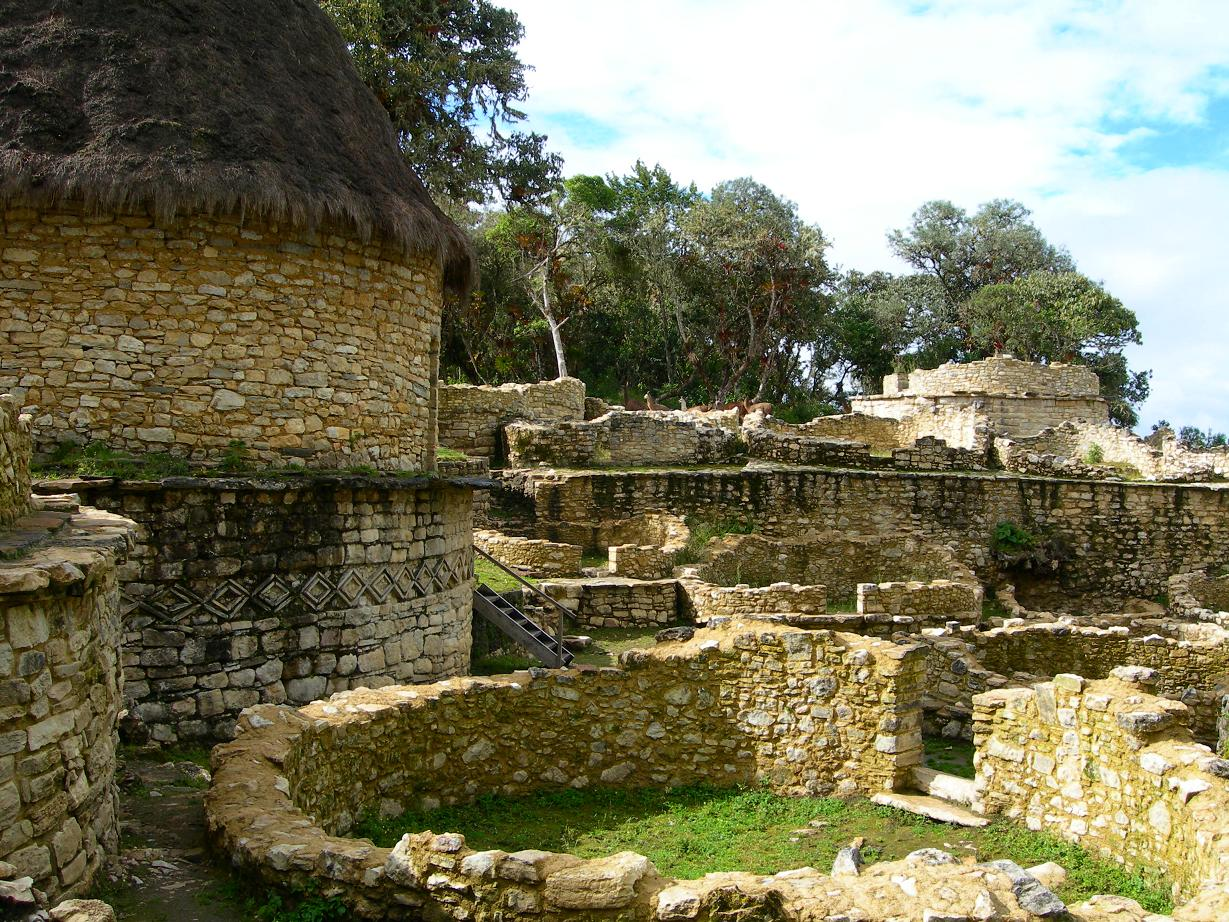
Zdjęcie fortecy Chachapoyas – Kuélap

Kultura Chachapoyas – starożytna kultura istniejąca w północnej części Peru, w widłach rzek Huallaga i Maranon na wschodnich stokach Andów. Góry zatrzymywały masy gorącego i wilgotnego powietrza znad Amazonii co tworzyło krajobraz pełen deszczu i mgieł, które przez wiele lat skrywały tajemnicze miasta i niedostępne grobowce. Od tego zjawiska pochodzi nazwa Chachapoya, która w języku keczua słowa „sacha puya” oznaczają „ludzie chmur”.
Kultura Chachapoya rozwinęła się w VIII wieku. Byli ludem niejednolitym. Najprawdopodobniej stanowili konfederację plemion, połączonych wspólnymi cechami, takimi jak język, ceramika, system budownictwa czy rytuały pogrzebowe. Na ich terenach znajdowały się bogate złoża złota oraz lasy bogate w rośliny halucynogenne i tropikalne ptaki. Te poszukiwane i cenione w ówczesnym czasie towary, spowodowały najazd południowych sąsiadów – Inków. Kraina ta była również bramą do dalszych podbojów Inków na tereny wschodnich nizin. W drugiej połowie XV wieku Inkowie pod wodzą Inka Tupac Yupanqui, podbili ziemie Chachapoya, a ludność tubylczą przesiedlili w różne strony ich imperium. Szacuje się, iż w chwili podboju populacja Chachapoye liczyła około pół miliona osób.
Dzieło wyniszczenia ludu Chachapoye po inwazji Inków, dokonały podboje oraz choroby przywleczone później przez Hiszpanów. Pozostawili po sobie krajobraz usiany zbudowanymi często na niedostępnych szczytach górskich miastami oraz nekropoliami.
Obecnie głównym miastem regionu jest miejscowość Chachapoyas – stolica departamentu Amazonas i jedno z najstarszych peruwiańskich miast.